# Chaetodus nigrifrons
Chaetodus nigrifrons är en skalbaggsart som beskrevs av Federico Ocampo 2006. Chaetodus nigrifrons ingår i släktet Chaetodus och familjen Hybosoridae. Inga underarter finns listade i Catalogue of Life.